# Шехович, Северин
Севери́н Шехо́вич (1829—1872) — галицкий журналист и писатель, деятель русского движения в Прикарпатской Руси.
Северин Шехович издавал и редактировал первые русинские женские журналы в Галиции — «Лада: Письмо поучительное русским девицам и молодицам в забаву и поучение» (1853) и «Русалка: Письмо для красавицъ» (1866—1870), которые ставили своим заданием повышение культурного уровня и удовлетворение духовных запросов женщин. С. Шехович редактировал и сотрудничал во многих газетах: «Зоря галицкая» (1854), «Семейная библиотека» (1855—1856), «Письма до громады» (1863), «Школа» (1865), «Господари» (1869), «Правотарь» (1868—1869), «Читанки» (1879, 1886) и других.
Издал художественные сочинения «Павлина Петровна» (1855) и «Попадянка й попаде-графянка» (1862; про события 1848). Писал на язычии и языке, приближенном к украинскому народному.